# Aeroport Platov
Platov är en flygplats i Rostov oblast I Ryssland som tillgodoser oblastets största stad Rostov-na-Donu. Flygplatsen färdigställdes i november 2017 och ritades av Twelve Architects. Uppförandet tog cirka fyra år, arbetet inleddes 2013. Flygplatsen täcker en area av 50 000 kvadratmeter och har kapacitet att tillmötesgå fem miljoner passagerare per år.